# Карта трения
Карта трения (англ. friction map) — графическая форма представления зависимости коэффициента трения от совокупности исследуемых (контролируемых) параметров (контактное давление, скорость, температура и т. п.), получаемая при экспериментальном исследовании образцов.

## Описание
Наиболее наглядной является объемная карта трения, в которой коэффициент трения представляется в виде поверхности отклика на совокупность изменяемых параметров: контактного давления, скорости, температуры и т. д. В зависимости от целей построения карты трения, помимо упомянутых, могут использоваться и другие параметры, например, шероховатость поверхностей, состав окружающей атмосферы и т.д.
При построении двумерной карты трения на плоскости исследуемых параметров наносятся изолинии коэффициента трения. Полезно снабжать эти карты дополнительной информацией, позволяющей пролить свет на полученные экспериментальные результаты. Так, например, в экспериментах со смазкой можно выделить области параметров, где сохраняется неизменным режим смазки (граничное трение, гидродинамическая смазка), или показать границу, в пределах которой наблюдается схватывание.